# Matterson Inlet
Das Matterson Inlet ist eine eisgefüllte, fjordartige Bucht an der Shackleton-Küste der antarktischen Ross Dependency. Sie liegt zwischen Kap Douglas und dem Penny Point am Westrand des Ross-Schelfeis. Der Entrikin-Gletscher mündet in sie hinein.
Teilnehmer einer von 1960 bis 1961 durchgeführten Kampagne im Rahmen der New Zealand Geological Survey Antarctic Expedition benannten es nach Garth John Matterson, dem Leiter einer Gruppe bei dieser Expedition, die im Gebiet des Inlets Landvermessungsarbeiten durchführte.